# 林鳳 (海盜)
林鳳，原籍潮州府饒平，為明朝海盜與海上商旅，長年盤踞在中國南澳群島，與族人林國顯（一說其為林鳳之父）、林逢陽等時常劫掠於鄰近的沿海地區，人稱「阿鳳」或「林阿鳳」。萬曆年間，林鳳因遭明朝官軍戚繼光、胡守仁等部多次追剿，而往東逃往澎湖列島暫居，並曾再往東逃到臺灣魍港等地但遭擊退，再往南逃到呂宋，之後遠逃西番不知所終。

## 事略
倭寇在16世纪初成为中国沿海的严重威胁。商人海盗如王直、叶宗满、李光头、许栋等在广东和双屿建造大型商船，建立日本、中国、越南与朝鲜之间的秘密贸易网络。在葡萄牙人协助下，海盗活动于1553至1561年间达到顶峰，其中1556年一次袭击规模达20,000余人。此类秘密贸易延伸至菲律宾，米格尔·洛佩斯·德莱加斯皮于1567年报告称中日商人每年定期到访。明朝水师加强巡逻迫使林道乾等海盗短暂逃往吕宋岛。:78-82
林鳳是廣東潮州沿海的海盜集團首領，林鳳的活動年代約與林道同时或略晚，早於顏思齊和鄭芝龍。林道乾來自潮州府澄海（有說是泉州人），顏思齊來自漳州龍海，而鄭芝龍則來自泉州南安，林鳳、顏思齊、鄭芝龍都曾前往臺灣。
1571年，林凤成功袭击晋江深沪，但1572年在澄海战败后逃往吕宋。明将刘尧诲率舰队暂时驱逐了林凤在吕宋的 fortified 贸易据点，但至1574年林凤再度肆虐中国沿海。:80
当林凤重返吕宋时，他劫掠了一艘与西班牙人贸易的中国商船。夺取金银后，林凤从商人口中得知更南方有西班牙人掌控的财富。据弗朗西斯科·德桑德记载，林凤认为当地"无人能抵抗"。林凤舰队以62-70艘战船、3000海盗及400名日本士兵进逼马尼拉。途中遭遇胡安·德萨尔塞多派往维甘采购补给的西班牙桨帆船，船上22名西班牙人被杀，隼炮被夺。识破林凤意图的萨尔塞多急遣先锋警告马尼拉，同时亲率百人驰援。据记载，林凤通过闽南结拜习俗与船员洪耿建立特殊关系，被洪家视为"女婿"。不同于寻常结义，二人存在超越兄弟情谊的性关系。
1573年，經明軍多年追剿為禍廣東沿海的海盜林道乾逃往南洋海外後，林鳳勢力逐漸坐大，併吞其部眾與船隻。其船隊經常騷擾福建及廣東海面，官兵乃協力會剿。
萬曆二年（1574年）6月，福建總兵胡守仁追征林鳳，林鳳率萬人海盜集團往東逃竄至澎湖，幾天後又逃往臺灣魍港（八掌溪、麻豆溪即今急水溪注入的古魍港內海，今嘉義布袋、台南北門），並前往赤崁一帶的新港社搶劫米糧，新港社與海盜激戰3天，因缺乏火槍而無法逐退海盜，漁夫劉以道前往聯絡總兵胡守仁，7月，派明軍150人與300位新港社戰士會合追剿，林鳳拋棄由新港搶來的米糧敗逃澎湖；11月，林鳳欲籌備潛回廣東，再來新港劫掠不成，轉往北邊劫掠麻豆社，遭到麻豆盟軍栖林（翁佳音認為可能為二林）等社圍攻，擊殺海盜500餘人死傷慘重。林鳳得知馬尼拉當時只有不到70名西班牙士兵守衛，於是揚帆往南改逃往菲律賓馬尼拉，林鳳率領留日漢人與日本海盜入侵西班牙統治下的菲律宾呂宋島，經马尼拉之战與西班牙人作戰，攻佔馬尼拉燒殺搶掠當地。後為明朝福建巡撫劉堯誨、廣東提督殷正茂與西班牙聯軍所敗，11月底逃出明軍與馬尼拉西班牙聯軍的圍攻，逃往澎湖；1575年9月，三度前來赤崁搶掠漁船近一個月後，動身返回廣東潮州，福建水師從北一路驅擊，12月，被胡守仁擊潰於淡水洋，擊沉海盜船二十餘艘，林鳳遠逃南洋；1579年在海南島出沒，遭明軍攻剿後逃往西番不知所終。:165-168

## 其他
菲律賓前總統馬可仕曾宣稱林鳳為其先祖。

### 引用
1. 1 2 3  Igawa, Kenji. Antony, Robert , 编. . 香港: 香港大学出版社. 2010: 73–84. ISBN 978-988-802-811-5 （中文）.
2. ↑  Sande, Francisco de. Blair, E. H.; Robertson, J. A. , 编. . 第四卷（1576–1582）. 克利夫兰: 亚瑟·H·克拉克公司. 1903 –古腾堡计划 （中文）.
3. ↑  霍克利, 伊桑.  [Violence and Imagination: Conquering the Chinese and Creating the Philippines, 1574–16031]. 世界历史通讯. 2017年10月, 14 (3) （中文）.
4. 1 2  呂自揚.  (PDF). 高雄文獻 (高雄市立歷史博物館). 2014-08-01, 4 (2): 97–130 [投稿2013-09-24 接受2013-10-30].[]
5. ↑  李瑞源.  (PDF) (博士论文). 指導教授 林瑞明、翁佳音. 台南市: 國立成功大學歷史學系. 2015-06-30.[]
6. ↑  White, Lynn. . 2014.
7. ↑  Mijares (1976), p. 255.

## 外部連結
- 臺灣記憶 Taiwan Memory--林鳳(海盜) （页面存档备份，存于），中華民國國家圖書館（繁體中文）